# Calle San Pedro Mártir (Sevilla)
La calle San Pedro Mártir es una vía pública de la ciudad española de Sevilla. En el número 20 de esta calle, nació el poeta sevillano Manuel Machado.

## Descripción
La vía discurre desde la calle Bailén hasta Gravina. Debe el título al antiguo hospital de San Pedro Mártir. Aparece descrita en la Noticia histórica del origen de los nombres de las calles de esta ciudad de Sevilla (1839) de Félix González de León con las siguientes palabras:

Calle de san Pedro Martir. Está situada en el cuartel A. y en la parroquia de la Magdalena. El nombre lo tomó del hospital de este título que huvo en ella, y fué reunido al del Amor de Dios, en la reducion de hospitales del año de 1587. En una esquina de esta calle hay un retablo con una santa Cruz, y pintados san Pedro Martir y otros santos. La calle es buena, de hermosas casas; en la mayor parte ancha, y pasa desde la del Dormitorio de san Pablo, à la de Cantarranas.
(González de León, 1839, p. 393)